# Sollicitudo rei socialis
Sollicitudo rei socialis (en español: Preocupación social) es la carta encíclica del papa Juan Pablo II, promulgada el 30 de diciembre de 1987, con ocasión del vigésimo aniversario de la encíclica Populorum Progressio, acerca de la preocupación social de la Iglesia.

## Estructura
- Bendición
- Capítulo I: Introducción
- Capítulo II: Novedad de la encíclica Populorum progressio
- Capítulo III: Panorama del mundo contemporáneo
- Capítulo IV: El auténtico desarrollo humano
- Capítulo V: Una lectura teológica de los problemas modernos
- Capítulo VI: Algunas orientaciones particulares
- Capítulo VII: Conclusión

## Resumen
En la introducción el Papa Juan Pablo II recuerda el hito que marcó la publicación de la encíclica Rerum Novarum y cómo los documentos del Magisterio que la han seguido, se publican con motivo de aniversarios de esta intervención destacada. Así sucedió con la Populorum Progressio que es la ocasión de este nuevo documento. Juan Pablo II fija los objetivos de esta nueva encíclica: homenajear el documento de Pablo VI y afirmar la:

continuidad de la doctrina social junto con su constante renovación. En efecto, continuidad y renovación son una prueba de la perenne validez de la enseñanza de la Iglesia.
Sollicitudo rei socialis, núm. 3

En la primera parte, el Papa recuerda la ocasión y la novedad de las enseñanzas que Pablo VI ofreció con su encíclica. Se trata -afirma- de un documento de aplicación de las conclusiones del Concilio Vaticano II a los problemas del tiempo (desigualdad social y económica, destino universal de los bienes y las ventajas y peligros del desarrollo).
En la segunda parte, Juan Pablo II hace un análisis de la situación contemporánea deteniéndose en algunos aspectos especialmente descriptivos como el desencanto de las esperanzas de desarrollo que en los años 60 y 70 se tenían y que llevaron a algunas medidas concretas y campañas pero que a la larga se han mostrado insuficientes, el progresivo distanciamiento económico del Norte con respecto al Sur (el Papa llega a llamarlo “abismo”: cf. núm. 14), la lucha infructuosa contra el analfabetismo, los problemas para dar educación superior a todos, la falta de participación, las nuevas variedades de explotación, opresión y discriminación, la presencia de mecanismos que no permiten el crecimiento de los pueblos. A modo de paradigma de las situaciones anormales el Papa se detiene en el tema de la falta o indignidad de las viviendas de muchas personas:

La falta de vivienda, que es un problema en sí mismo bastante grave, es digno de ser considerado como signo o síntesis de toda una serie de insuficiencias económicas, sociales, culturales o simplemente humanas; y, teniendo en cuenta la extensión del fenómeno, no debería ser difícil convencerse de cuan lejos estamos del auténtico desarrollo de los pueblos.
Sollicitudo rei socialis, núm. 17

Pero también menciona el tema del empleo y de la deuda externa como aspectos emblemáticos de la situación.

Se detiene luego en examinar las causas políticas de la situación contemporánea a la encíclica. Parte de la consideración de los dos bloques de Este y Oeste que se contraponen en especial por motivos políticos y económicos, unos inspirados en el capitalismo liberal, otros en el colectivismo de inspiración marxista. De la contraposición ideológica se ha pasado a la contraposición militar dando lugar a la Guerra fría. Sin embargo, la doctrina social de la Iglesia ha criticado e incluso condenado ambas doctrinas no solo por el evidente rechazo de Dios del marxismo sino por la poca versatilidad que, según el Papa, ambas ideologías tienen para lograr afrontar las situaciones nuevas y promover el desarrollo integral del hombre. De esta consideración general, pasa a una crítica de la carrera armamentística, del terrorismo, del control de la natalidad por parte de los Estados.

A todos estos elementos negativos se suman algunos positivos como el aumento de la conciencia de la dignidad de cada persona, de la interdependencia que lleva a la solidaridad, el respeto por la vida, etc.
La tercera parte de la encíclica está dedicada al tema del desarrollo humano integral (opuesto ya como concepto por Pablo VI al del “progreso” de origen iluminista). El aumento de bienes o la mayor facilidad de acceder a servicios, afirma Juan Pablo II, se ha mostrado insuficiente y que lleva a una especie de “superdesarrollo” que es inmoral pues implica el dejar la supremacía al “tener” sobre el “ser”. Un desarrollo basado solo en aspectos económicos no es suficiente.

Según el Papa, es una visión teológica la que permite una propuesta de desarrollo integral del hombre. La fe cristiana con el plan de salvación que Dios ha ido revelando es la respuesta al sueño de un progreso infinito y ofrece también motivos profundos para el actuar cristiano en el ámbito social y económico. Es fuente de una obligación de solidaridad y de empeño por el desarrollo de todos pues ofrece motivación al valor de los derechos de cada persona y el consiguiente respeto por ellos. También se puede aplicar al uso de los recursos y l respeto al medioambiente. 
En la cuarta parte, el Papa -según se anuncia en el mismo título- ofrece una lectura teológica de la problemática contemporánea en especial del poco desarrollo que se ha dado tras la Populorum progressio. Se identifican las causas morales en la presencia de los dos bloques mencionados anteriormente que suponen la presencia de auténticas estructuras de pecado:

Entre las opiniones y actitudes opuestas a la voluntad divina y al bien del prójimo y las «estructuras» que conllevan, dos parecen ser las más características: el afán de ganancia exclusiva, por una parte; y por otra, la sed de poder, con el propósito de imponer a los demás la propia voluntad.
Sollicitudo rei socialis, núm. 37

Ambas pueden resumirse en la expresión “a cualquier precio”. Pero este análisis de causas y situaciones ofrece también, según Juan Pablo II, el camino a las soluciones pues hacen ver que el problema no es político ni económico sino de orden moral. De la conciencia de la interdependencia de los pueblos se ha de pasar a la solidaridad. La fe le aporta nuevas dimensiones a esta virtud como son la gratuidad y el perdón, el valor de la reconciliación. 
La última parte de la encíclica está dedicada a algunas orientaciones más concretas haciendo hincapié en la naturaleza propia de la doctrina social de la Iglesia que no se presenta como una ideología más sino como un conjunto de principios que aplican la teología moral al contexto sociopolítico-económico y así dar orientaciones a quienes puedan actuar a partir de esos principios. Tales principios son el destino universal de los bienes, el ya recordado de solidaridad y el principio de subsidiariedad.

El Papa hace una invitación a las naciones a revisar, reformar y establecer formas de cooperación.
En la conclusión, Juan Pablo II hace un llamado a todos los cristianos y hombres de buena voluntad a trabajar con estos objetivos.